# Federico Pizarro (futbolista)
Federico Antonio Pizarro (1 de enero de 1927, Buenos Aires, Argentina - 5 de abril de 2003, Buenos Aires, Argentina) fue un futbolista internacional argentino. Jugó en clubes de Argentina y Chile. Conformó el plantel de la selección argentina de fútbol en la Copa América Perú del año 1957.

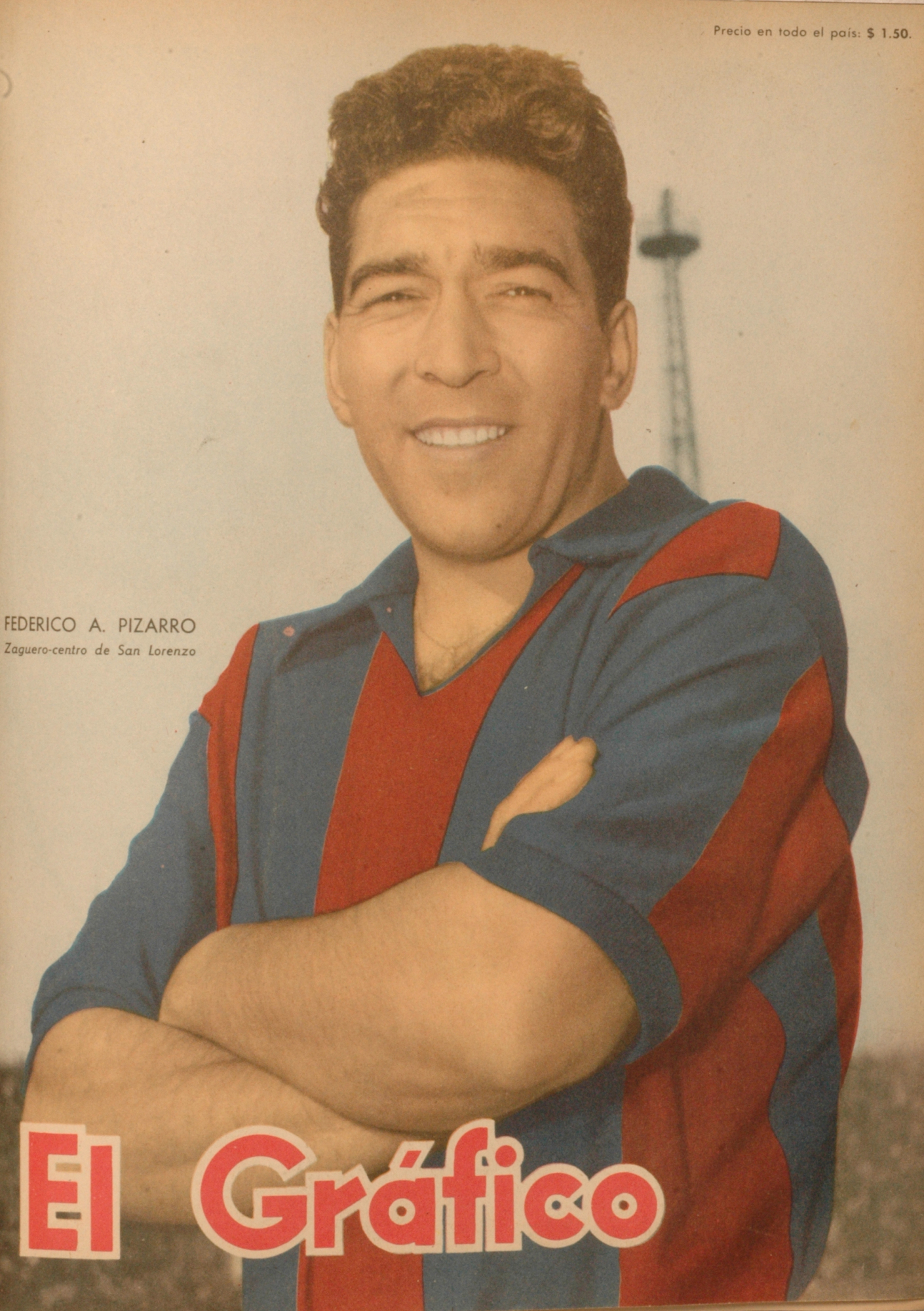
Federico Antonio Pizarro, futbolista argentino. (Foto: El Gráfico)

## Trayectoria

### Chacarita Juniors
En 1947, Pizarro se unió al Club Atlético Chacarita Juniors, donde jugó hasta 1954.

### San Lorenzo de Almagro
En 1955, pasó a jugar en el Club Atlético San Lorenzo de Almagro, debutando el 30 de abril en un partido empatado 2-2 contra Ferro Carril Oeste.
Como jugador de San Lorenzo, disputó 73 partidos y formó parte de la selección argentina durante el torneo Copa América Perú 1957, en el cual Argentina ganó el campeonato sudamericano. Pizarro no jugó ningún partido del torneo.

### Club Atlético Huracán
En 1958, llegó al CA Huracán, en el cual disputó 19 partidos.

### Chacarita Juniors
En 1959, volvió a Chacarita Juniors, que militaba en la segunda división del fútbol argentino.
En total, disputó 216 partidos y anotó 12 goles.

### Magallanes
Al final de su carrera, en 1960, desembarcó en el fútbol chileno y formó parte del Club Deportivo Magallanes.

### Como entrenador
Después de retirarse del fútbol, se convirtió en entrenador y trabajó en los clubes Club Social y Deportivo Flandria, CA Estudiantes, Chacarita Juniors, Comunicaciones, Club Atlético Argentino de Quilmes, Club Atlético Tigre, Deportivo Armenio, Gimnasia y Esgrima La Plata, Sarmiento de Junín, Deportivo Español y CA Atlanta. Su mayor éxito como entrenador fue ganar el Torneo Metropolitano de 1969 con Chacarita Juniors.

## Selección nacional
Su debut se produjo el 28 de noviembre de 1954 en un amistoso contra Portugal, siendo titular en la victoria del combinado argentino por 1-3. Siete días después, volvería a ser titular, esta vez contra Italia, partido que terminaría en derrota 2-0. Fue convocado nuevamente para el Campeonato Panamericano de Fútbol 1956, torneo en el cual solo jugó 2 de los 5 partidos y completó un total de 70 minutos. Formó parte de la Copa América Perú 1957, donde la selección argentina se coronó campeona, aunque no sumó minutos. Su último partido fue un amistoso el 7 de julio de 1957, en el clásico sudamericano contra Brasil, siendo titular en la victoria 1-2 del seleccionado argentino.